# Corculum
Genre
Synonymes
- Cardissa Megerle von Mühlfeld, 1811[1]
- Cardissa Swainson, 1840[1]
- Hemicardium Schweigger, 1820[1]

Corculum est un genre de mollusques bivalves de la famille des Cardiidae.

## Liste des espèces
Selon World Register of Marine Species (1 juin 2016) :
- Corculum aequale (Deshayes, 1855)
- Corculum aselae Bartsch, 1947
- Corculum cardissa (Linnaeus, 1758)
- Corculum impressum (Lightfoot, 1786)
- Corculum lorenzi M. Huber, 2013
- Corculum monstrosum (Gmelin, 1791)
- Corculum roseum (Gmelin, 1791)